# Manrico Vaiani
Manrico Vaiani (Livorno, 30 marzo 1953 – Livorno, 13 maggio 2024) è stato un allenatore di pallacanestro italiano.

## Biografia
Nel 1990 fu capo allenatore in serie C e con la Pallacanestro Piombino conquistò la serie B2. Nel 1991 arrivò ai play-off e nel 1992 conseguì la promozione in serie B1. Nella stagione 1995-96 a Castelfiorentino vinse due campionati consecutivi, passando dalla serie C2 alla B2.
Nella stagione 1999-2000 fu capo allenatore in serie C1 della Pallacanestro Livorno. Con la squadra labronica raggiunse in due anni la serie B1, salvandola successivamente, dal 2001 al 2003, dalla retrocessione ai play-out.
Durante quest'ultimo biennio collaborò come assistente con il Commissario tecnico della Nazionale Carlo Recalcati alle formazioni sperimentali.
Lasciò poi il basket maschile e disputò due campionati di serie A1 femminile, nel 2003-04 fu al Basket Spezia Club e nel 2004-05 con Mercede Basket Alghero.
Nel 2005-06 tornò alla pallacanestro maschile con Follonica in serie C1. Successivamente allenò varie squadre giovanili.